# Perechrestne
Perechrestne (ukr. Перехресне) – wieś na Ukrainie w rejonie wierchowińskim obwodu iwanofrankiwskiego.